# Geaya unicolor
Geaya unicolor is een hooiwagen uit de familie Sclerosomatidae.